# Trine, pas på!
Trine, pas på! er en børnefilm fra 1988 instrueret af Morten Bo efter eget manuskript.

## Handling
Børnefilm. Trine narrer Thomas. Hun maler sig i hovedet med rød farve og fortæller Thomas, at hun har slået sig. Trine og Thomas klatrer i træer. Trine falder ned og 'slår' sin finger. Senere spiller de fodbold, og Trine falder. Hun siger, hun har brækket benet og går hjem. På vejen hjem kommer hun ud for en rigtig ulykke og slår sig slemt. Hun bliver kørt med ambulance til hospitalet. Thomas kommer og besøger hende, og snart er Trine rask igen